# 第九大陸
《C9第九大陸》（C9，全稱“Continent of the Ninth”），是一款由韓國NHN Games開發的3D動作大型多人在線角色扮演遊戲（ACT+MMORPG），於2009年8月15日開始在韓國進行公開測試。
《C9第九大陸》為3D動作角色扮演類型，首重華麗的畫面與暢快的打擊感，此外也強調組隊、公會等社群功能，與豐富的任務及故事。

## 故事
故事敘述人類歷史剛開始不久，經歷了兩次眾神的創世戰爭，破壞神打開異界之門、希望召來追隨他的怪物，但卻遭到封印。然而一切並未結束，怪物們正試圖以更強大的黑暗力量打開異界之門讓世間變成火海，而身為勇士的玩家們將為了保護第九大陸而戰。

## 歷史
- 2008年6月19日，NHN Games正式宣佈新遊戲——《第九大陸》[1]。
- 2008年10月24日，NHN Games首度公佈《第九大陸》遊戲影片[2]。
- 2009年3月3日，在韓國進行封閉測試。
- 2009年8月15日，在韓國開始公開測試。
- 2009年9月8日，首度改版《暴風的序幕》登場。

## 职业
- 战士 可转职 聖騎士  剑圣  戰神  狂战士
- 遊俠 可转职 暗杀者  神箭使  侦查者  神枪手 幻影者
- 萨满 可转职 元素师  幻术师  道術士  摄魂师 靈魂使
- 魔剑士 可转职 守望者  终结者 劍舞者 夜行者
- Mystic/Mistic(槌女) 可轉職 Accelia

## 參照
1. ↑  .   [2009-10-03]. （原始内容存档于2016-03-04）.
2. ↑  .   [2009-10-03]. （原始内容存档于2016-03-04）.

## 外部連結
- 官方网站：中国大陸